# Nino
Nino je moško osebno ime. 

## Izvor imena
Nino se lahko pojmuje kot ime italijanskega izvora, ki je nastalo s krajšanjem imen, ki se končujejo na -nino kot npr. Antonino, Giovanino.

## Različice imena
- moške različice imena: Ninko, Ninoslav
- ženska različica imena: Nina

## Tujejezikovne različice imena
- pri Italijanih: Nino, Ninetto, Ninuccio, Ninuzzo, Niotto
- pri Nemcih: Nino

## Pogostost imena
Po podatkih Statističnega urada Republike Slovenije je bilo na dan 31. decembra 2007 v Sloveniji število moških oseb z imenom Nino: 739. Med vsemi moškimi imeni pa je ime Nino po pogostosti uporabe uvrščeno na 197 mesto.

## Osebni praznik
V koledarju je ime Nino uvrščeno k imenoma Anton in Janez.